# 陈次昌
陈次昌（1948年9月25日—），汉族，四川樂山人，中华人民共和国政治人物、第十一届全国政协委员。
担任全国工商联常委、四川省工商联主席、四川省政协副主席。2008年，当选第十一届全国政协委员，代表中华全国工商业联合会，分入第二十二组。